# Philadelphiavireo
De Philadelphiavireo (Vireo philadelphicus) is een zangvogel uit de familie Vireonidae (vireo's).

## Verspreiding en leefgebied
Deze soort broedt van westelijk-centraal Canada tot de noordoostelijk Verenigde Staten en overwintert in Midden-Amerika.

## Status
De grootte van de populatie is in 2019 geschat op 4 miljoen volwassen vogels. Op de Rode lijst van de IUCN heeft deze soort de status niet bedreigd.